# Odyssées de l'espace
Pour les articles homonymes, voir Odyssée (homonymie).
Les Odyssées de l'espace constituent une série de science-fiction initiée par Arthur C. Clarke et Stanley Kubrick, comprenant principalement quatre romans et deux films, dont la diffusion s'étend entre 1968 et 1997 (la création remontant à 1964 pour les œuvres initiales, le film et le roman ayant été conçus conjointement par Clarke et Kubrick), et la narration entre 1999 et 3001 (plus précisément, le récit de l'œuvre initiale s'ouvre par une séquence située au cours de la Préhistoire à environ moins trois millions d'années, puis se poursuit par une séquence se déroulant sur la Lune en 1999, puis par un voyage interplanétaire situé en 2001, le statut chronologique de la séquence finale étant indéterminé ; par ailleurs, le deuxième roman s'achève par un épilogue situé en 20001 décrivant l'évolution de la vie sur Europe).

## Œuvres associées

### Nouvelles
- 1951 : La Sentinelle (The Sentinel)
- 1953 : À l'aube de l'histoire, titrée également L'Homme et les Dieux (Encounter at Dawn ou Encounter in the Dawn et Expedition to Earth)

### Romans
- 1968 : 2001 : L'Odyssée de l'espace (2001: A Space Odyssey)
- 1982 : 2010 : Odyssée deux (2010: Odyssey Two)
- 1988 : 2061 : Odyssée trois (2061: Odyssey Three)
- 1997 : 3001 : L'Odyssée finale (3001: The Final Odyssey)

### Essai
- 1986 – Le 20 juillet 2019 : Une journée dans la vie de la planète Terre (July 20, 2019 : Life in the 21st Century)

### Films
- 1968 – 2001 : L'Odyssée de l'espace (2001: A Space Odyssey) de Stanley Kubrick

Un mystérieux monolithe noir d'origine non humaine est découvert sur Terre durant la Préhistoire, puis un deuxième sur la Lune, puis un troisième vers Jupiter.
Ce film a été initié conjointement au roman 2001 : l'Odyssée de l'espace, et réalisé par la collaboration étroite entre les deux auteurs entre 1964 et 1968.
- 1984 – 2010 : L'Année du premier contact (2010) de Peter Hyams

Une seconde expédition part pour Jupiter afin d'élucider les évènements survenus neuf ans plus tôt ; l'être qui fut David Bowman revient sur Terre.
Ce film, adapté du roman 2010 : Odyssée deux, s'est fait sans la collaboration directe de l'auteur Arthur C. Clarke ; celui-ci a toutefois abondamment échangé avec le réalisateur par le medium alors tout nouveau du courrier électronique, et y fait une apparition sous forme de caméo.

### Série télévisée
- Date inconnue : 3001 : L'Odyssée finale (3001: The Final Odyssey) produite par Ridley Scott[1]

Le corps de Frank Poole est récupéré puis ramené à la vie. Il se posera sur Europe, malgré l'interdiction formelle des concepteurs des monolithes, persuadé que David Bowman s'y trouve.